# G7-Sondertreffen in Den Haag 2014
Das G7-Sondertreffen in Den Haag 2014 fand vom 24. bis 26. März 2014 statt. Es fand am Rande des Gipfels für nukleare Sicherheit statt, um Reaktionen auf die Annexion der Krim durch Russland zu koordinieren.

## Zur Vorgeschichte
Die Regierung Obama hatte am 1. März „Russlands Militärintervention auf ukrainischem Territorium“ als „eindeutige Verletzung der ukrainischen Souveränität und territorialen Integrität“ verurteilt.
US-Präsident Barack Obama hatte dem russischen Präsidenten Wladimir Putin am 1. März 2014 telefonisch mitgeteilt, dass sich die USA aus allen G8-Treffen zurückziehen. Am Tag darauf teilten die britische und die französische Regierung selbiges mit.
Der damalige US-Außenminister Kerry hatte am 2. März 2014 geäußert, es werde keinen G8-Gipfel geben, wenn die Ereignisse auf der Krim so weitergingen.
Der 40. G8-Gipfel  war für den 4. bis 5. Juni 2014 in Sotschi geplant gewesen.

## Sondertreffen
An dem Sondertreffen nahmen alle Staatschefs der G8 außer dem russischen Präsidenten Putin teil. Diese sieben Länder (siehe Kasten) hatten bereits von 1976 (G7-Gipfel in San Juan 1976) bis 1988 (G7-Gipfel in Toronto 1988) kooperiert; 1998 bis 2013 hatte man sich als G8 getroffen und kooperiert.
Das Sondertreffen endete mit der G7-Erklärung von Den Haag.
Die Staatschefs der G7 beschlossen, ihre „Teilnahme an der G8 aus[zu]setzen, bis Russland seinen Kurs ändert und wieder ein Umfeld geschaffen ist, in dem die G8 in der Lage ist, sinnvolle Gespräche zu führen.“